# Rhyacophila vranitzensis
Rhyacophila vranitzensis là một loài Trichoptera trong họ Rhyacophilidae. Chúng phân bố ở miền Cổ bắc.